# أتراك كرواتيا
أتراك كرواتيا، ويشار إليهم أيضاً باسم الكرواتيين الأتراك أو الأتراك الكرواتيين، (بالكرواتية: Turci u Hrvatskoj)‏ و(بالتركية: Hırvatistan Türkleri)‏، هي واحدة من بين 22 أقلية قومية معترف بها في كرواتيا. وفقاً لتعداد عام 2011، كان هناك 367 تركياً يعيشون في كرواتيا، ويعيش معظمهم في مقاطعة بريموريه-غورسكي كوتار ومدينة زغرب.
يشكل الأتراك حوالي 0.001% من مجموع السكان. غالبية الأتراك الكروات هم من المسلمين السنة، ويشكلون 0.5% من السكان المسلمين في كرواتيا (56777 مسلم إجمالاً).

## تاريخ

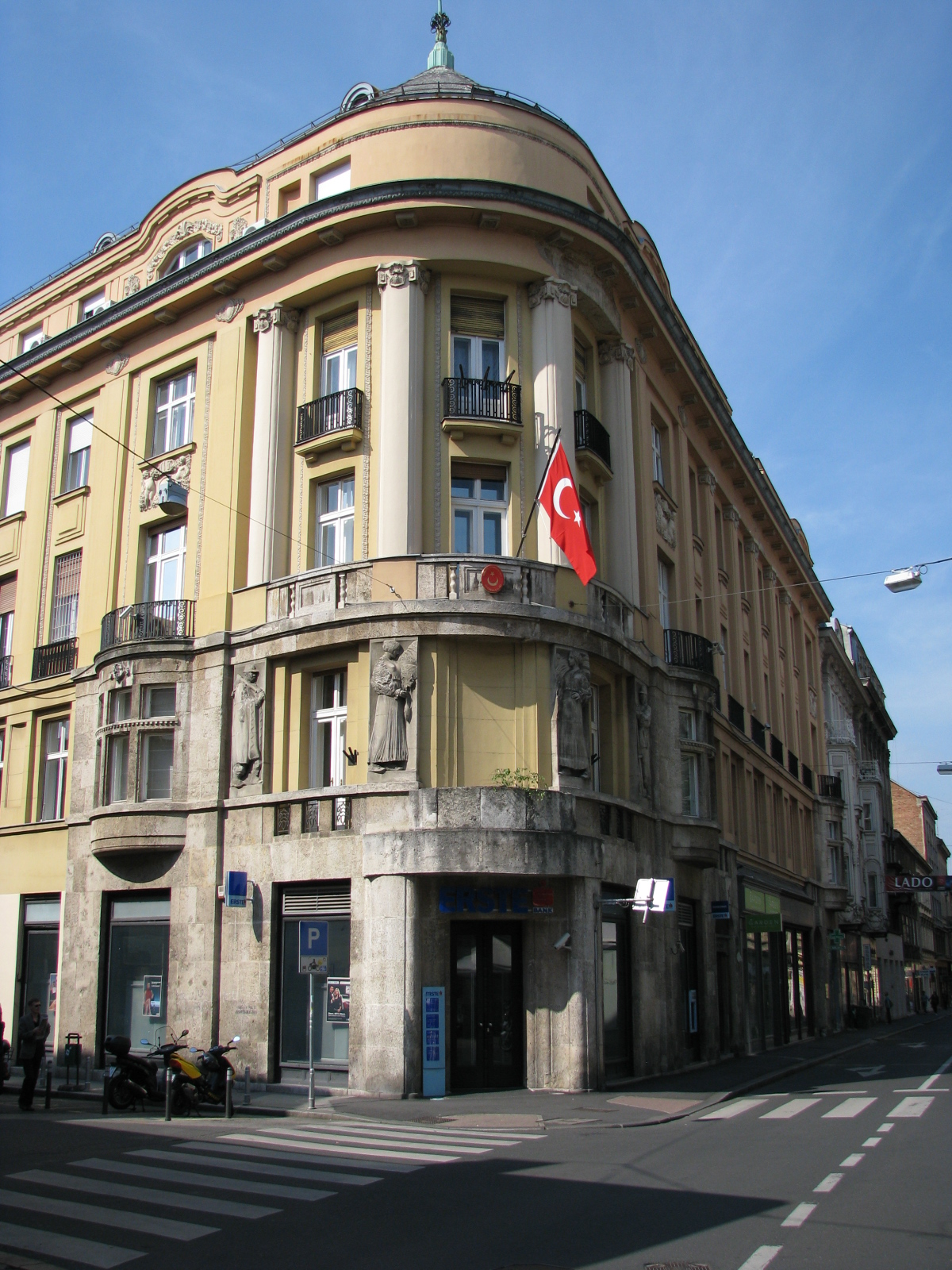
سفارة تركيا في زغرب، كرواتيا

خلال الحروب الكرواتية العثمانية في القرنين الخامس عشر والسادس عشر، تم دمج أجزاء من كرواتيا في الإمبراطورية العثمانية واستقر بها بعض الأتراك. ومع ذلك، تراجع غالبية هؤلاء في هجرة عكسية إلى أجزاء أخرى من الروملي أو الأناضول بعد نهاية الحكم العثماني. العديد من الأتراك في كرواتيا اليوم هم من هجرات حديثة من منتصف القرن العشرين فصاعداً. 

## الثقافة
في دولة كرواتيا المستقلة، أصدرت دار الطباعة المسلمة الكرواتية مجلة باللغة التركية موجهة للجمهور التركي والعلماء الأتراك الأوروبيين وأولئك في دولة كرواتيا المستقلة الذين يتحدثون اللغة التركية. كانت المجلة تسمى الشرق والغرب: المجلة الثقافية والاقتصادية والاجتماعية والسياسية (بالتركية: Doğu ve Batı. Kültür, iktisat, sosyal ve siyasi mecmuası)‏ Kültür، iktisat، sosyal ve siyasi mecmuası ). صدرت بين 6 أبريل 1943 و15 أغسطس 1944. كانت أول مجلة باللغة التركية على أراضي كرواتيا والبوسنة والهرسك الحالية، والثانية على أراضي يوغوسلافيا السابقة.

## إحصائيات
المدن التي بها أقلية تركية كبيرة:
- أوماغ (29 أو 0.22٪)
- تروغير (16 أو 0.12٪)
- رييكا (42 أو 0.03٪)
- سلافونسكي برود (18 أو 0.03٪)
- زغرب (106 أو 0.01٪)
- سبليت (16 أو 0.01٪)

## مشاهير
- الممثلة التركية بانو ألكان